# Црква Успења пресвете Богородице у Блацу
Црква Успења пресвете Богородице у Блацу првобитно саграђена 1892. године, до темеља је порушена од стране Бугара у Великом рату. Обновљена је 1935. године, и у данашњем облику, једна је од цркава Српске православане цркве у Блачкој парохији која је у саставу Архијерејског намесништва косаничког у Еапрхији нишкој. У њој је седиште Архијерејског намесништва косаничког.
Црква је посвећена једном од највећих хришћанских празника, Успењу пресвете Богородице или Великој Госпојини, који Српска православна црква и њени верници славе 15. августа по јулијанском, односно 28. августа по грегоријанском календару.

## Положај
Црква Успења Пресвете Богородице се налази у месту Блаце, седишту истоимене општине у Топличком округу. 
Географски положај
- Северна географска ширина: 43° 17′ 26"
- Источна географска дужина: 21° 17′ 05"
- Надморска висина: 389 m

## Степен и стање заштите
Црква је еидентирана као непокретно културно добро. У надлежности је Завода за заштиту споменика културе града Ниша, који води локални регистар, и брине о овом објекту.
Након обављених конзерваторских и других радова 2004. и 2013. године, од стране Завода за заштиту споменика културе града Ниша, црква је у добром стању.

## Историја
Црква је подигнута 1892. године, о чему сведочи спомен плоча, која и данас налази на зидине цркве.мана којој је уклесан овај текст: 
Трудом сељана општине Блацке, а за владе његовог величанства краља Србије Александра I
 У време Првог светског рата, бугарски окупатори Топлице (1915 – 1918), прво су оскрнавили цркву, затим је опљачкали, а онда је сравнили са земљом.
Године 1935. године црква је обновљена. Радови на санацији и конзервацији њеног фрескосликарства и архитектуре обављени су у два наврата 2004. и 2013. године. 

## Изглед грађевине
Црква је у облику једнобродне грађевине, правоугаоне основе са две куполе и два бочна вестибила.
Фрескодекорација
Постоји тврдња да је унутрашњост цркве осликао Божидар Божа Илић, великан српског сликарства и представник реал социјализма.

## Галерија
- Црква Успења Пресвете Богородице
- Улаз у цркву
- Унутрашњост цркве
- Олтар цркве, који је осликао српски сликар Божидар Божа Илић (1919—1993)